# Neoitamus veris
Neoitamus veris är en tvåvingeart som beskrevs av Esipenko 1974. Neoitamus veris ingår i släktet Neoitamus och familjen rovflugor. Inga underarter finns listade i Catalogue of Life.